# Can't Let Go (Sammi Cheng)
Can't Let Go (Chinees: 放不低) is een album van de Cantopopzangeres Sammi Cheng. Het is opgenomen in 1996 en uitgegeven in mei van hetzelfde jaar.

## Tracklist
1. 小心女人
2. 放不低
3. 空間
4. 顏色...氣味
5. 再見 Summer Love
6. 意見不合
7. 不拖不欠
8. 問我
9. 紅酒，白酒
10. 只要為你活一晚